# Ромбосолеи
Ромбосолеи, или языковидные камбалы (лат. Rhombosolea), — род лучепёрых рыб из семейства ромбосолеевых (Rhombosoleidae). Распространены в юго-восточной части Индийского океана и юго-западной части Тихого океана. Морские донные рыбы. Максимальная длина тела у представителей разных видов варьирует от 25 до 45 см.

## Классификация
В составе рода выделяют 4 вида:
- Rhombosolea leporina Günther, 1862 — Жёлтая ромбосолея, или лепорина
- Rhombosolea plebeia (Richardson, 1843) — Песчаная ромбосолея
- Rhombosolea retiaria Hutton, 1874 — Чёрная ромбосолея
- Rhombosolea tapirina Günther, 1862 — Зеленобокая ромбосолея